# Tetrastichus anosibei
Tetrastichus anosibei är en stekelart som beskrevs av Jean Risbec 1958. Tetrastichus anosibei ingår i släktet Tetrastichus och familjen finglanssteklar.
Artens utbredningsområde är Madagaskar. Inga underarter finns listade i Catalogue of Life.